# Ceraia confundens
Ceraia confundens é uma espécie de orquídea de flores pequenas que duram muito pouco, mas florescem diversas vezes ao ano, nativa da Nova Guiné.